# قله توچال
توچال نام قلّه‌ای در شمال استان تهران است که بلندای آن ۳٬۹۶۳ متر از سطح دریاست و بخشی از دامنهٔ رشته‌کوه البرز می‌باشد. دامنهٔ جنوبی توچال در مجاورت شهر تهران و قلّهٔ آن نیز مشرف به این شهر است. این قلّه در جنوب منطقهٔ کوهستانی البرز مرکزی و بر روی خط‌الرأس شرقی - غربی واقع شده‌است، از سمت شرق به قلّه‌های لزون غربی، لزون شرقی (پیازچال)، بند لارکرور، سیاهبند، شهربانو کُشَک، چنبره‌بند و دارآباد، و از جانب غرب نیز به قلّه‌های هومند توچال، هومند شاه‌نشین، شاه‌نشین، سی و سه چم، بازارک، نودشتک، لوارک، سه‌سنگ، منار و روستای مورود واقع در ۳۵ کیلومتری جادهٔ چالوس در منطقهٔ پل‌خواب منتهی می‌شود.
مشهورترین پناهگاه‌های توچال از شرق به غرب، به‌ترتیب عبارتند از: قله دارآباد، کلک‌چال، شروین، شیرپلا، جان‌پناه قلهٔ توچال (اردلان)، امیری، هتل اوسون، ایستگاه پنجم تله کابین، جان‌پناه اسپیدکمر و پلنگ‌چال که همگی آن‌ها مشرف به تهران هستند.

## موقعیت جغرافیایی
رشته‌کوه توچال در شمال کلانشهر تهران و در شهرستان شمیرانات واقع شده‌است. این رشته‌کوه از جنوب به شهر تهران و از شمال به روستاهای آهار، شکراب و شهرستانک مشرف است.

## وجه تسمیه
توچال یک واژه مازندرانی، به‌معنای "درون چاله" است. 

## پیست اسکی و تله‌کابین

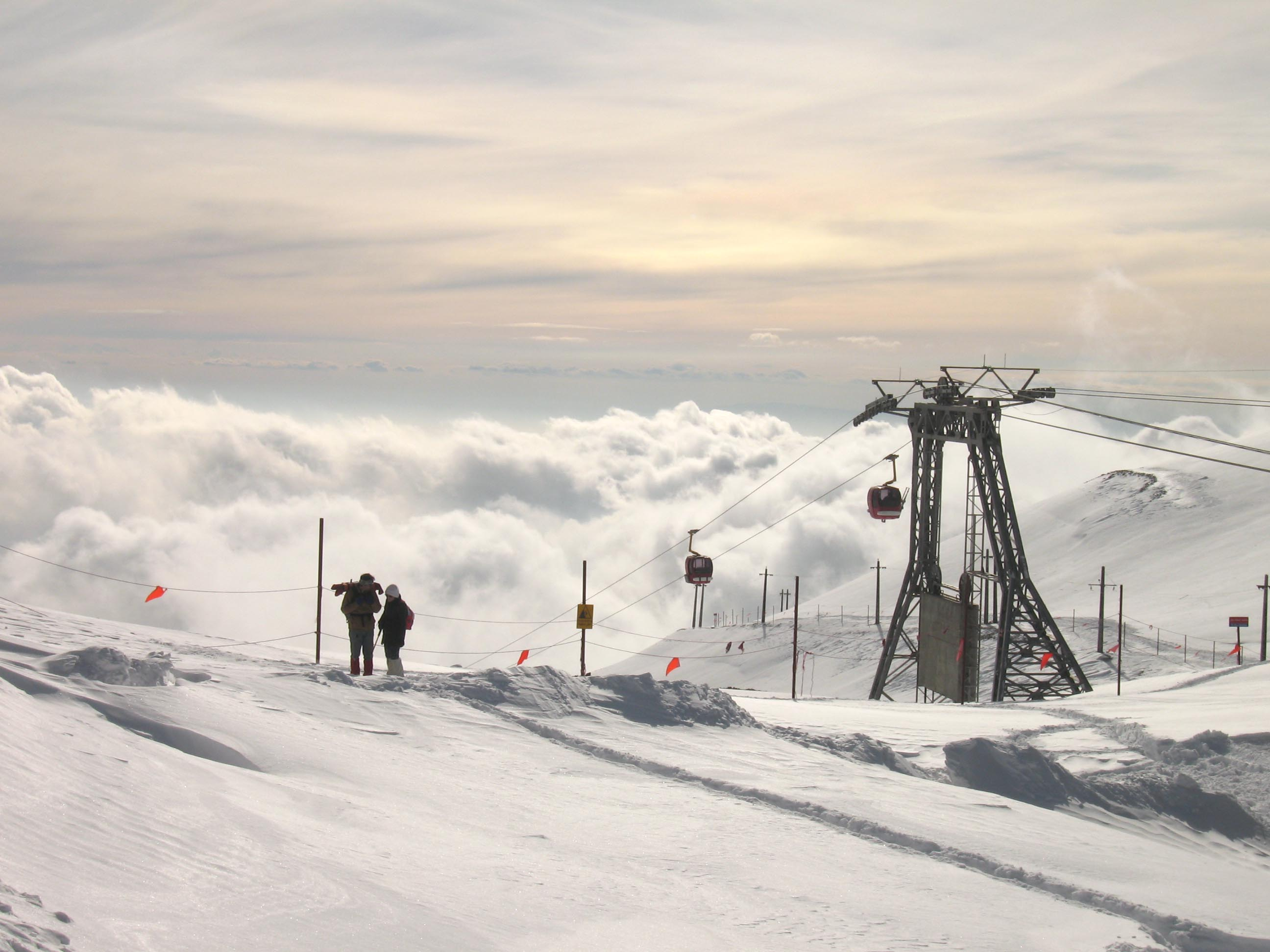
ایستگاه هفتم تله‌کابین توچال

تله‌کابین توچال دارای سه خط اصلی و سه خط تله‌سی‌یژ و یک خط تله‌اسکی می‌باشد. درازای سه خط اصلی این تله‌کابین، روی‌هم‌رفته نزدیک به ۷٬۵۰۰ متر است که یکی از طولانی‌ترین خطوط تله‌کابین پیوسته در میان تله‌کابین‌های نصب‌شده در جهان به‌شمار می‌رود.
ایستگاه اول این تله‌کابین در ارتفاع ۲٬۰۰۰ متری از سطح دریا، ایستگاه دوم در ارتفاع ۲٬۳۰۰ متری از سطح دریا، ایستگاه پنجم در ارتفاع ۳٬۰۰۰ متری از سطح دریا و ایستگاه هفتم نیز در ارتفاع ۳٬۷۰۰ متری از سطح دریا است.
کار ساخت تله‌کابین توچال، در سال ۱۳۵۳ به دست بهمن باتمانقلیچ و با همکاری شرکت فرانسوی «پوما» و شرکت اتریشی «دوپل مایر» آغاز شد و در سال ۱۳۵۷ پایان یافت.
از سال ۱۳۸۲ (۲۰۰۳ میلادی) مهمان‌پذیری به‌نام «هتل توچال» در ایستگاه هفتم تله‌کابین توچال تکمیل و راه‌اندازی شده‌است. نمای این هتل از چوب است و به دامنهٔ شمالی توچال و دامنهٔ جنوبی البرز مرکزی و قلل کلون بسته و خلنو اشراف دارد. قدیمی‌ترین پناهگاه کوهنوردی ایران با نام «جان‌پناه اسپیدکمر» نیز در جنوب قلّهٔ توچال و شرق ایستگاه پنجم واقع شده‌است.

## مسیرهای صعود
قلّهٔ توچال به‌دلیل نزدیک بودن به تهران، همواره شاهد شمار زیادی صعودکننده است. صعود به توچال از مسیرهای مختلفی امکان‌پذیر است و مهم‌ترین این مسیرها عبارتند از:
- دربند، شیرپلا، سیاه‌سنگ، قلّهٔ توچال (رایج‌ترین مسیر)؛
- بوستان جمشیدیه، پناهگاه کلک‌چال، درّهٔ پیازچال، قلهٔ پیازچال، قلهٔ توچال؛
- ولنجک، توقف‌گاه چشمه، ایستگاه دوم تله‌کابین، ایستگاه پنجم تله‌کابین، ایستگاه هفتم تله‌کابین، قلهٔ توچال. (این مسیر بیشتر به شکل جاده‌ای خاکی و پُرفرازونشیب است و در حدود ۱۷ کیلومتر طول دارد)؛
- درکه، پناهگاه پلنگ‌چال، ایستگاه پنجم تله‌کابین، ایستگاه هفتم تله‌کابین، قلهٔ توچال؛
- دارآباد، قلهٔ دارآباد، قلهٔ پیازچال، قلهٔ توچال؛
- دربند (تهران)، دوراهی اوسون، درّهٔ اوسون، جان‌پناه اسپیدکمر، ایستگاه هفتم تله‌کابین توچال، قلّهٔ توچال (قدیمی‌ترین مسیر)؛
- شکراب، قله قزقونچال، قله توچال؛
- ایگل، یال شمالشرقی قله توچال، قله توچال؛
- شهرستانک، کاخ ناصری شهرستانک، چشمه گل کیله، قله قزقونچال، قله توچال؛

## نگارخانه

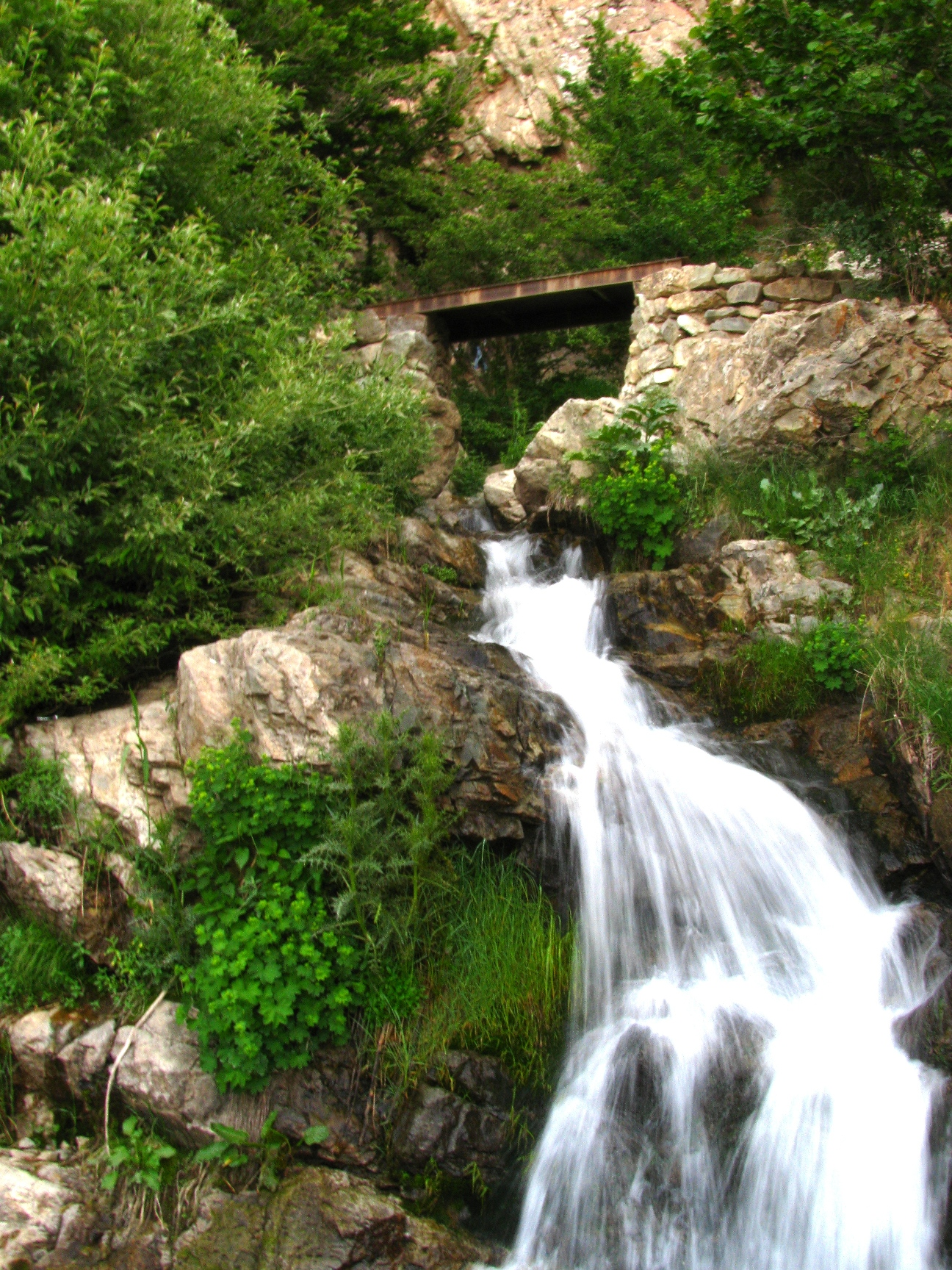
منظره‌ای از شیرپلا
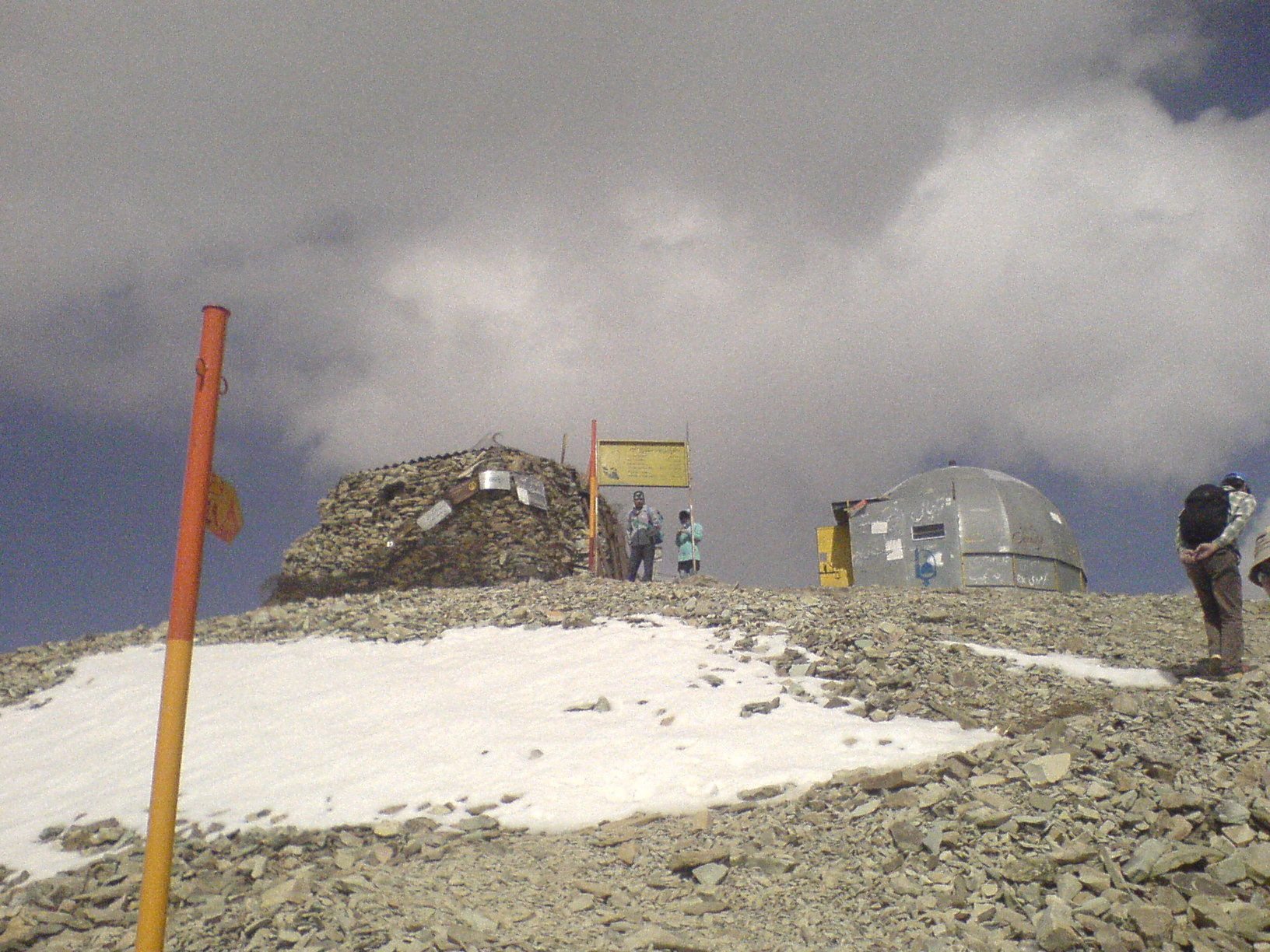
نمایی از قلهٔ توچال (در ارتفاع ۳٬۹۶۲ متری از سطح دریا)
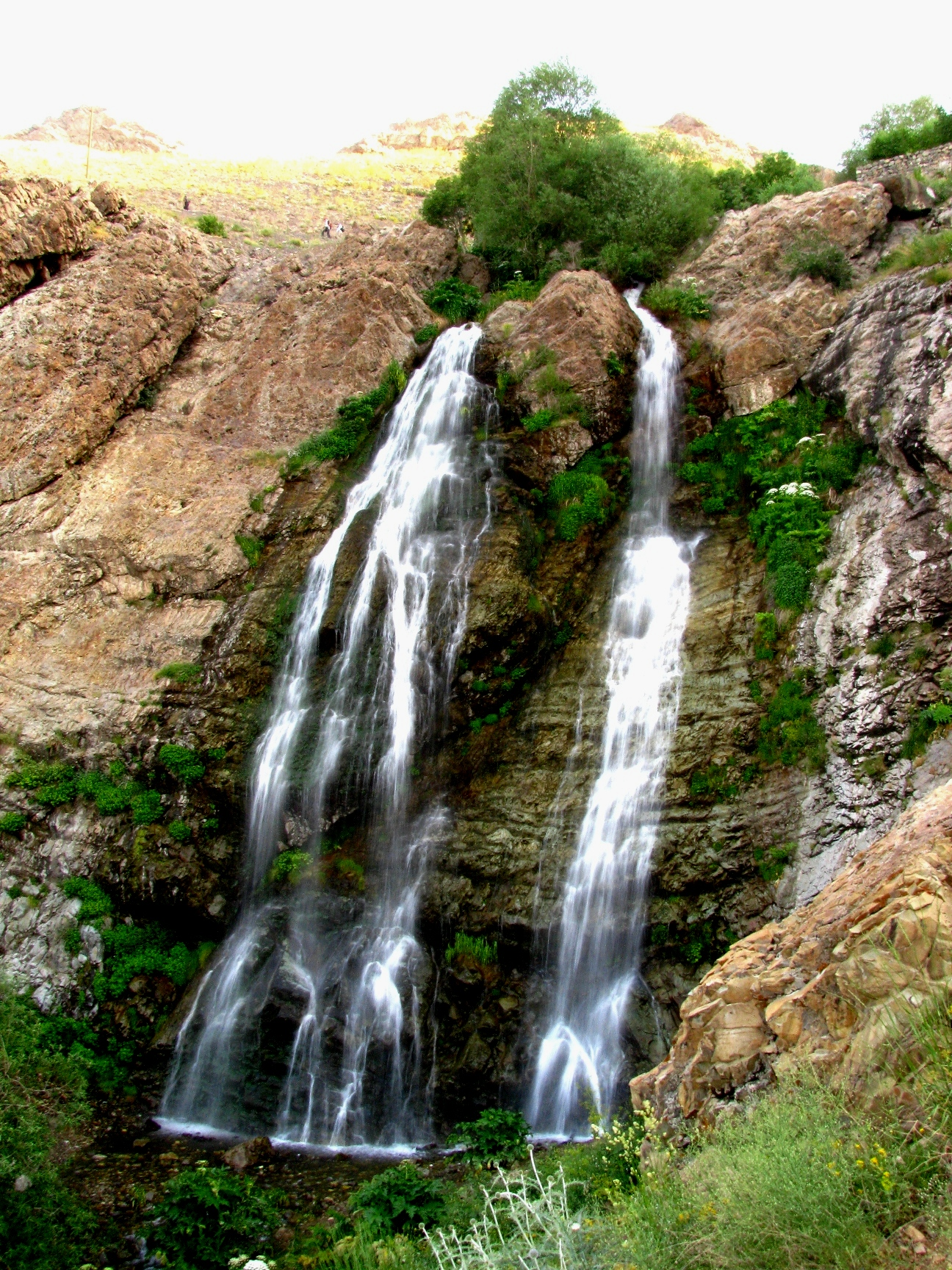
آبشار دوقلو در نزدیکی شیرپلا
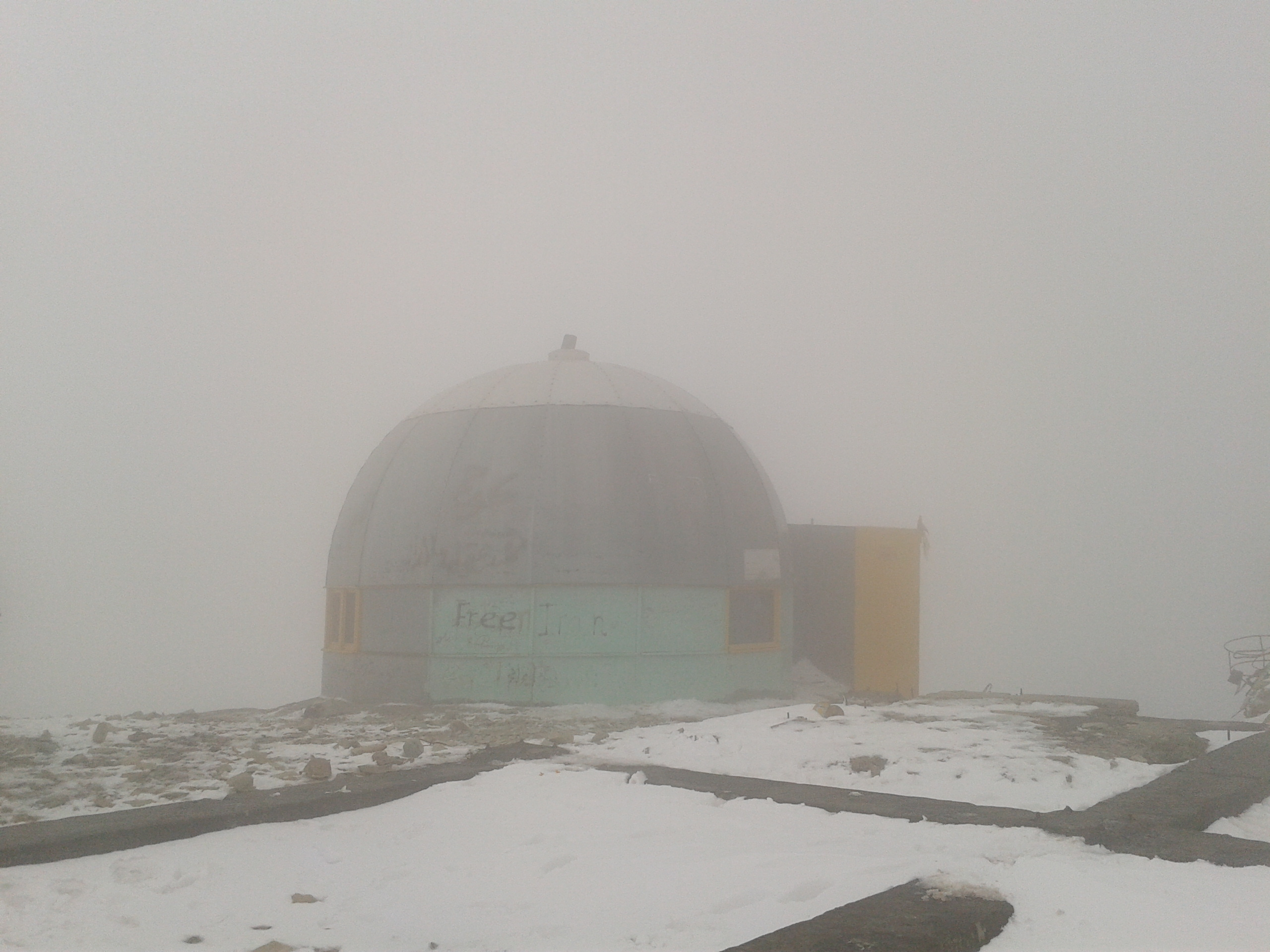
قلّهٔ توچال و جان‌پناه آن، آبان‌ماه سال ۱۳۹۱
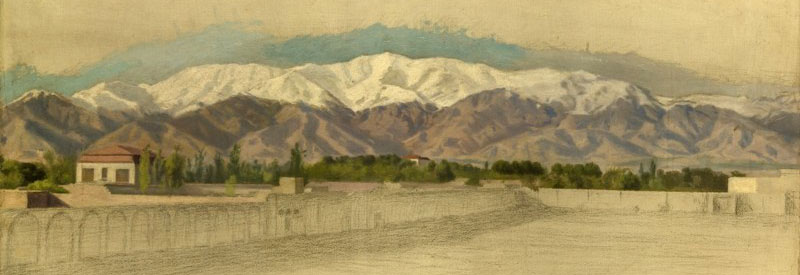
ارتفاعات توچال، اثری از کمال‌الملک
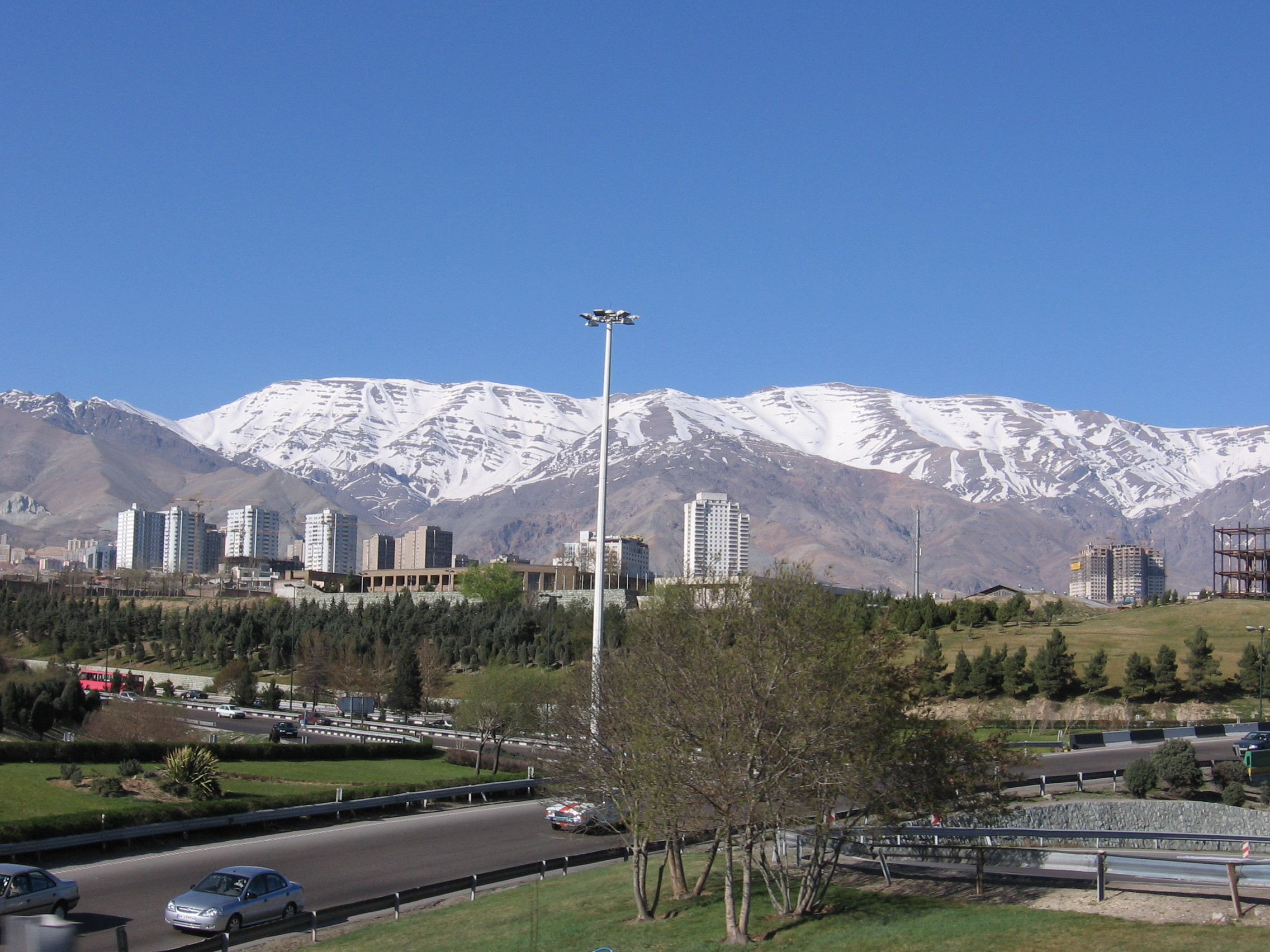
چشم‌انداز مجموعه قلل توچال از درون شهر تهران
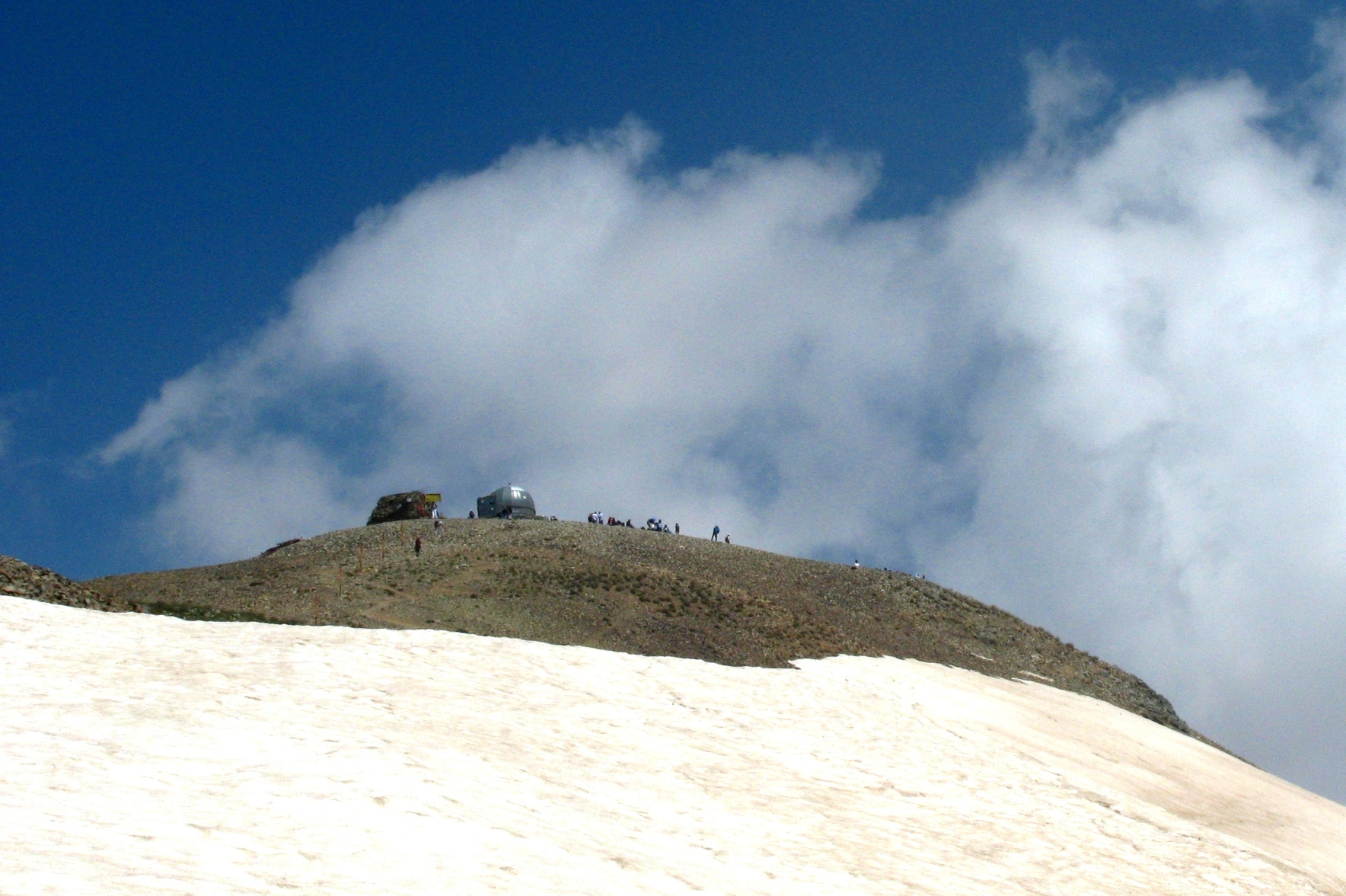
قلهٔ توچال و جان‌پناه آن در تیرماه
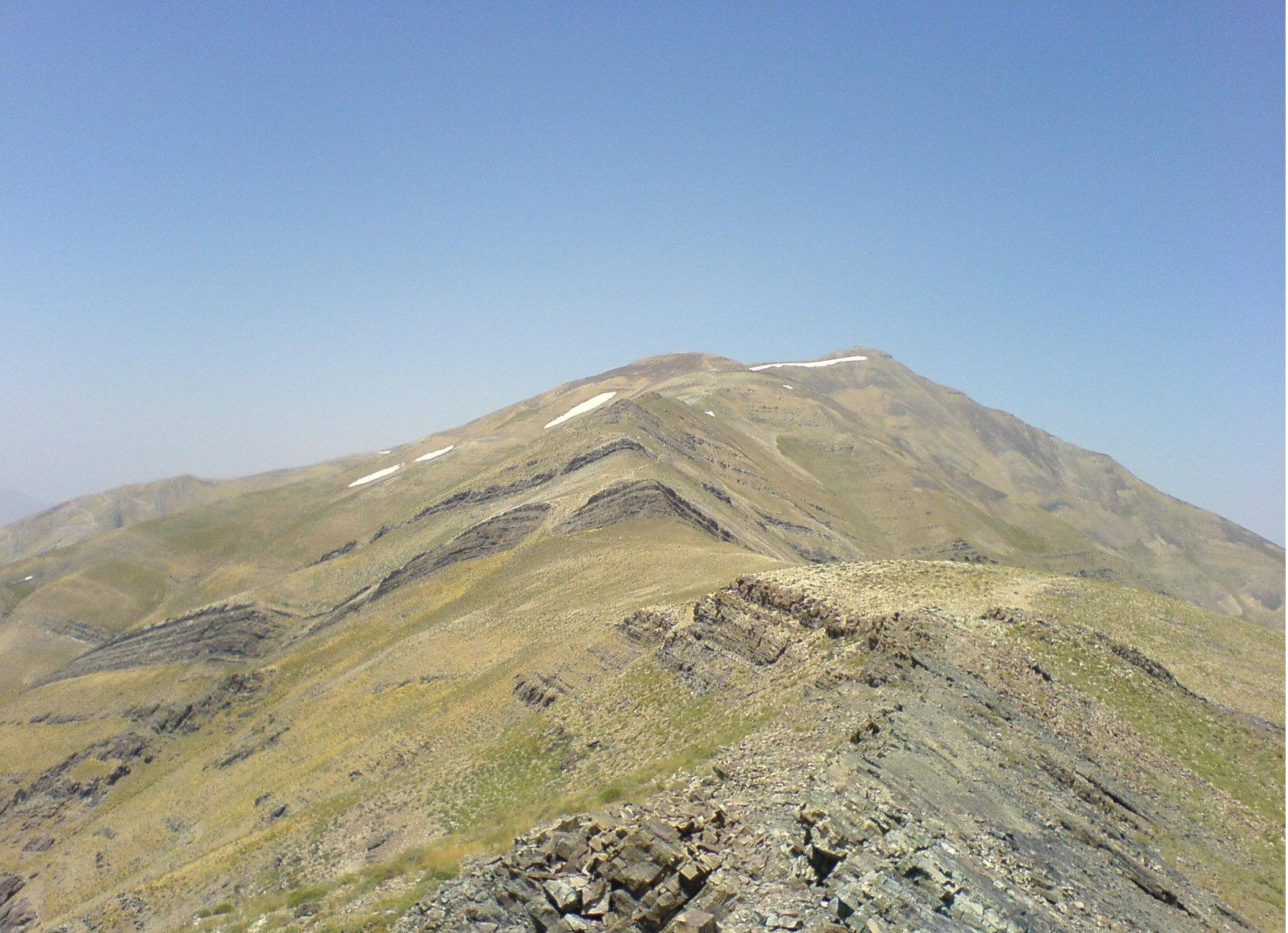
چشم‌انداز قلهٔ توچال از فراز خط‌الرأس آن در مردادماه
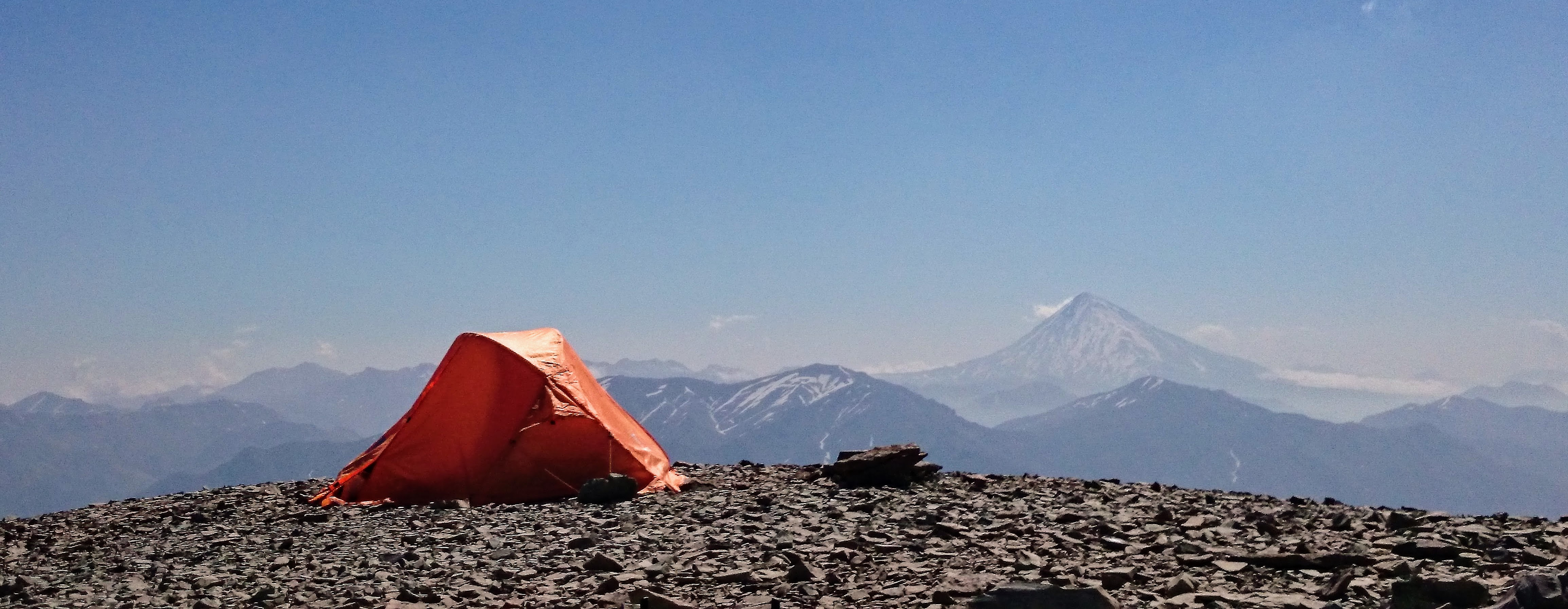
قلهٔ توچال و منظره دماوند آمل

## نقشه البرز مرکزی
| 1 | علم‌کوه    |
| 2 | آزادکوه   |
| 3 | دماوند    |
| 4 | دوبرار    |
| 5 | دوخواهران |
| 6 | قلعه‌گردن  |
| 7 | گرگ       |
| 8 | خلنو      |
| 9 | مهرچال    |

| 10 | میشینه‌مرگ       |
| 11 | ناز             |
| 12 | شاه البرز       |
| 13 | سیالان          |
| 14 | توچال           |
| 15 | وروشت           |
| 16 | پهنه‌حصار        |
|    | D پیست دیزین    |
|    | E امامزاده هاشم |

|  | K تونل کندوان |
|  | * سد لتیان    |
|  | ** سد لار     |
|  | ‎-۲۵–۵۰۰ متر   |
|  | ‎۵۰۰–۱۵۰۰ متر  |
|  | ‎۱۵۰۰–۲۵۰۰ متر |
|  | ‎۲۵۰۰–۳۵۰۰ متر |
|  | ‎۳۵۰۰–۴۵۰۰ متر |
|  | ‎۴۵۰۰–۵۶۱۰ متر |

| 1 | علم‌کوه    |
| 2 | آزادکوه   |
| 3 | دماوند    |
| 4 | دوبرار    |
| 5 | دوخواهران |
| 6 | قلعه‌گردن  |
| 7 | گرگ       |
| 8 | خلنو      |
| 9 | مهرچال    |

| 10 | میشینه‌مرگ       |
| 11 | ناز             |
| 12 | شاه البرز       |
| 13 | سیالان          |
| 14 | توچال           |
| 15 | وروشت           |
| 16 | پهنه‌حصار        |
|    | D پیست دیزین    |
|    | E امامزاده هاشم |

|  | K تونل کندوان |
|  | * سد لتیان    |
|  | ** سد لار     |
|  | ‎-۲۵–۵۰۰ متر   |
|  | ‎۵۰۰–۱۵۰۰ متر  |
|  | ‎۱۵۰۰–۲۵۰۰ متر |
|  | ‎۲۵۰۰–۳۵۰۰ متر |
|  | ‎۳۵۰۰–۴۵۰۰ متر |
|  | ‎۴۵۰۰–۵۶۱۰ متر |

| 1 | الموت  |
| 2 | چالوس  |
| 3 | دوهزار |
| 4 | هراز   |

| 5 | جاجرود |
| 6 | کرج    |
| 7 | کجور   |
| 8 | لار    |

| 9  | نور    |
| 10 | سرداب  |
| 11 | سه‌هزار |
| 12 | شاه‌رود |

| 1 | الموت  |
| 2 | چالوس  |
| 3 | دوهزار |
| 4 | هراز   |

| 5 | جاجرود |
| 6 | کرج    |
| 7 | کجور   |
| 8 | لار    |

| 9  | نور    |
| 10 | سرداب  |
| 11 | سه‌هزار |
| 12 | شاه‌رود |

| 1 | آمل |

| 2 | چالوس |

| 3 | کرج |

| 1 | آمل |

| 2 | چالوس |

| 3 | کرج |